# Dziadowska Przełęcz
Dziadowska Przełęcz (słow. Sedlo nad Ohniskom, ok. 1905 m) – wybitna przełęcz znajdująca się w Zimnowodzkiej Grani w słowackiej części Tatr Wysokich. Jest położona w południowo-wschodniej grani Małego Kościoła w masywie Kościołów. Siodło oddziela Dziadowskiego Kopiniaka na północnym zachodzie od Dziadowskiej Skały na południowym wschodzie.
Przełęcz składa się z trzech wcięć w grani, między którymi wznoszą się Dziadowskie Kopki. Są to kolejno od północnego zachodu:
- Zadnia Dziadowska Przełęcz (Zadné kostolníkovo sedlo) – położona najwyżej, tuż pod Dziadowskim Kopiniakiem,
- Zadnia Dziadowska Kopka (Zadná kostolníkova kôpka) – wyższa, o kształcie grzyba,
- Pośrednia Dziadowska Przełęcz (Prostredné kostolníkovo sedlo),
- Skrajna Dziadowska Kopka (Predná kostolníkova kôpka) – niższa,
- Skrajna Dziadowska Przełęcz (Predná kostolníkova sedlo).

Pośrednia i Skrajna Dziadowska Przełęcz znajdują się na podobnej wysokości. Na przełęcz nie prowadzą żadne znakowane szlaki turystyczne, dla taterników najdogodniej dostępna jest od strony Doliny Małej Zimnej Wody. Może z tej strony służyć jako dobry dostęp do Małego Kościoła i alternatywa dla Rywocińskiej Przełęczy. Dotarcie na przełęcz od strony Doliny Staroleśnej jest natomiast stosunkowo trudne. Przejścia pomiędzy poszczególnymi siodłami przełęczami po stronie Doliny Małej Zimnej Wody są łatwe.
Pierwsze wejścia:
- letnie – Antonina Englischowa, Karol Englisch i przewodnik Johann Hunsdorfer senior, 17 sierpnia 1902 r., przy przejściu granią,
- zimowe – Gyula Hefty i Gyula Komarnicki, 8 grudnia 1911 r., przy przejściu granią[1].

Polska nazwa Dziadowskiej Przełęczy i innych sąsiednich obiektów jest wynikiem nieporozumienia przy tłumaczeniu – słowackie słowo kostolník, występujące w nazwach większości z tych obiektów (w tym Dziadowskich Kopek i poszczególnych wcięć Dziadowskiej Przełęczy), oznacza osobę opiekującą się kościołem i nie ma wydźwięku pejoratywnego. Słowacka nazwa Dziadowskiej Przełęczy pochodzi od starej słowackiej nazwy pobliskiej Łomnickiej Koleby (Ohnisko).